# Coccus hesperidum
Coccus hesperidum es una especie de cochinilla o escama blanda en la familia Coccidae que habita en numerosas especies de plantas. Se le suele denominar cochinilla marrón. Posee una distribución cosmopolita y se alimenta de diferentes plantas. Es una plaga para la agricultura, especialmente los cítricos y los cultivos de invernadero.

## Descripción
La hembra adulta es ovalada y con forma de cúpula, midiendo unos 3 a 5 mm del largo. Conserva sus patas y antenas durante toda su vida. Su cutícula está hecha de quitina pero no produce la cantidad abundante de cera que producen las cochinillas con escamas blindadas. Es de color marrón amarillento claro o marrón verdoso con manchas marrones irregulares y se oscurece con la edad.

## Hospedadores
Esta especie es polifaga, o sea se alimenta de muchas especies de plantas. Ataca una amplia variedad de cultivos, plantas ornamentales y de invernadero. Por ejemplo en Hawái, las plantas sobre las que se hospeda incluyen cítricos, níspero, papaya, árbol del caucho y orquídeas.